# مارك أنطوان (مغني)
مارك أنطوان هو مغني كندي، ولد في 26 أبريل 1977 في مونتريال في كندا.

## وصلات خارجية
- مارك أنطوان على موقع ميوزك برينز (الإنجليزية)
- مارك أنطوان على موقع ديسكوغز (الإنجليزية)